# جورج العنداري
جورج العنداري باحث لبناني في  الآثار والمتاحف والمخطوطات، ولد عام 1958. وهو نجل الشيخ نعمة الله الأندري حفيد الشيخ إسحاق بن الشيخ إلياس الأندري.

## الحياة الشخصية
ولد العنداري في عام 1958 في قرية كفور العرب في قضاء البترون في شمال لبنان، وتولد لديه اهتمام منذ صغره في جمع والاحتفاظ بالتحف الفنية القديمة والنادرة والكتابات والأوراق القديمة والوثائق والمخطوطات الفريدة والقيمة، والعديد من القطع الأثرية والخاصة. وقد ورث هذا الشغف من أجداده.
وهو متزوج من السيدة إيفيت ماضي العنداري، ولديه ثلاثة أبناء.

## النشأة والتعليم
واصل الدكتور الأنداري دراساته في جامعة جوهانسبرغ بجنوب إفريقيا حيث حصل على درجة الماجستير. وفي عام 1984 حصل على الدكتوراة في علم الآثار بأطروحته بعنوان: دور الوثائق الأثرية في الكشف عن الحضارات عبر التاريخ. وحصل أيضًا على درجة البكالوريوس في علوم المتاحف من الجامعة نفسها، وعمل كباحث في مركز البحوث الأثرية في الجامعة بين عامي 1984 و1985.

## الحياة المهنية
في عام 1984، أسس نظام المعاملات الدولية في جوهانسبرغ، ثم في لبنان والخارج، وأصبح هذا النظام مؤسسة دولية تتعامل مع ترميم المواقع الأثرية ومعدات المتاحف وتجارة الروائع الفنية الفخمة النادرة والفريدة من نوعها للمتاحف والمؤسسات الأثرية.
لمدة خمس سنوات، عمل العنداري كخبير ومستشار في المتحف الوطني في بريتوريا ومتحف ديربان في جنوب إفريقيا. وعمل في وقت لاحق مع مندوبي وممثلي المتاحف الدولية الأخرى ومنها متحف المتروبوليتان للفنون (نيويورك) ومتحف لوكسمبورغ الوطني ومتحف الفن الإسلامي (برلين).
خلال رحلاته الدولية لزيارة مختلف المتاحف ومزادات التحف العالمية مثل  دار سوذبي للمزادات وكريستيز وغيرهما، تمكن الدكتور العنداري من جمع تحف وممتلكات ثمينة ونادرة تعود لشخصيات مشهورة مثل الملك لويس الرابع عشر ونابليون بونابرت ونابليون الثالث والملك جورج الثالث والملك جورج الخامس والإمبراطورة ماريا تيريزا والملك عبد العزيز آل سعود وأدولف هتلر والأميرال علج علي باشا والشاه عباس الأول الصفوي والسلطان سليمان القانوني، بالإضافة إلى ممتلكات السلاطين العثمانيون والأمراء وشيوخ القبائل في الجزيرة العربية والأنبياء والقديسين والبطاركة والأساقفة والنبلاء والرسامون والمؤلفون والفلاسفة والعلماء وغيرهم.
كما جمع الدكتور العنداري العملات الذهبية الفريدة والنادرة لمكة وإسطنبول، ومجموعة من الأسلحة القديمة الخاصة التي تعود إلى عام 1650. كما جمع مجموعة من البورسلين صنعت خصيصًا للأباطرة والملوك وكبار الشخصيات وتعود للقرن الثامن عشر والتاسع عشر. وقد أدهشت هذه المجموعة الفريدة العديد من الخبراء والمستشارين في المتحف الوطني للفنون (سيفر، فرنسا).
كما جمع الدكتور العنداري أيضًا لوحات زيتية لمشاهير الرسامين الأوروبيين وغيرهم في القرون السابع عشر والثامن عشر والتاسع عشر.
وعلى مدار 35 عامًا، جمع العنداري وثائق تاريخية مهمة وحقيقية ومخطوطات قديمة نادرة عمرها حوالي ألف عام، وتعتبر شاهدًا حقيقيًا على الحضارات المفقودة.

## الجوائز والتكريمات
انضم الدكتور جورج العنداري إلى المجموعة الدولية لخبراء الآثار والمتاحف في نيويورك في عام 1990. ونظرًا للأهمية الدولية لمجموعته الفنية والتاريخية الفريدة، فقد احتلت المرتبة الثالثة في تصنيف المجموعة لهواة الجمع في الكتاب السنوي الصادر في شهر تشرين الأول من العام 1991. وقد حصل العنداري على هذا التصنيف لأنه يمتلك أهم مجموعة من الوثائق التاريخية الحقيقية والمخطوطات القديمة النادرة في العالم التي يصل عددها اليوم إلى ثمانية آلاف مخطوطة بتسعة وثلاثين لغة، والتي يتم عرضها في المتاحف في جميع أنحاء العالم.
حصل الدكتور العنداري على العديد من الميداليات من الرؤساء والوزارات والجامعات والمؤسسات بسبب أبحاثه ودراساته الخاصة التي تتمحور حول عرض بعض الثقافات القديمة من خلال المخطوطات التاريخية المتبقية. كما قام هو بدوره بتكريم العديد من الشخصيات العالمية الرفيعة المستوى والمشهورة في مختلف المجتمعات.
يعد الدكتور الشيـخ جورج العنداري رجلاً عصاميًا رفع اسم البلدان الشرقية في مجال أبحاثه الاثرية وفي المتاحف خلال مئات المقابلات وجلسات الإعلام الثقافي السمعي البصري والمكتوب التي عُقدت من قبل وسائل الإعلام العربية والدولية والمحلية والفضائية لأكثر من خمسة وثلاثين عامًا من مساهمته المستمرة في علم الآثار وعلوم المتاحف بشكل عام والمخطوطات وعلوم الوثائق التاريخية وكيفية الحفاظ على الإرث الدولي بشكل خاص، وكان كل ذلك تحت إشرافه حتى تصل إلى الجمهور في مختلف الأماكن والمتفرجين والقراء من أجل بناء صلة بين الشباب والحضارات القديمة.